# Keman Baru
Keman Baru is een bestuurslaag in het regentschap Ogan Komering Ilir van de provincie Zuid-Sumatra, Indonesië. Keman Baru telt 1385 inwoners (volkstelling 2010).